# رؤیا حکاکیان
رؤیا حکاکیان (زاده ۲۷ مهر ۱۳۴۵ در تهران) نویسنده، شاعر و گزارشگر یهودی الاصل ایرانی-آمریکایی است. او در آغاز انقلاب ۱۳۵۷ از شیفتگان انقلاب بود. اما خیلی زود از آن سرخورده شد و در سال ۱۳۶۳ ایران را ترک کرد.
رؤیا حکاکیان تا کنون برای ده‌ها برنامه رادیویی و تلویزیونی در آمریکا (از جمله رادیوی عمومی ملی) چندین گزارش تهیه کرده‌است. او نویسنده چند اثر نیز هست. جانیان قصر فیروزه نام کتابی از وی دربارهٔ ترور میکونوس است که به حمایت سازمان توانا توسط آرش جودکی به فارسی ترجمه شده‌است.
رؤیا حکاکیان به سفارش یونیسف فیلمی با نام Armed and Innocent را ساخته‌است.

## مرکز اسناد حقوق بشر
در سال ۲۰۰۴ و با تأکید دولت آمریکا بر روی وضعیت حقوق بشر در ایران، رؤیا حکاکیان به همراه پیام اخوان و رامین احمدی «مرکز اسناد حقوق بشر ایران» را تأسیس کردند. این مرکز با بودجه ابتدایی یک میلیون دلار از سوی وزارت خارجه آمریکا تأسیس شد. پس از آن به این مرکز سالانه بودجه نیم میلیون دلاری از سوی دولت آمریکا اختصاص داده شده‌است. پس از انتخابات ریاست جمهوری ۱۳۸۸ در ایران، دولت کانادا نیز به این مرکز کمک مالی اعطا کرد.

## توانا
حکاکیان از اعضای هیئت مدیره سازمان توانا می‌باشد. این سازمان از سوی وزارت خارجه آمریکا به هدف گسترش جامعه باز در ایران تأسیس و حمایت می‌شود.

## دیدگاه‌ها

### حمایت آمریکا از حقوق بشر
در سال ۲۰۲۲، رؤیا حکاکیان در یک سخنرانی در کمیته روابط خارجی سنا آمریکا، کمک‌های مالی دولت آمریکا به سازمان‌های حقوق بشری را بسیار بهتر از هزینه‌های سنگین نظامی در مورد همسایه‌های ایران می‌داند. او در مقابل اعضای سنا می‌گوید که این کمک‌های مالی به سازمان‌های حقوق بشری از جمله دو موسسه‌ای که او در آنها است، امروز جواب داده و افکار مردم ایران تغییر پیدا کرده‌است.

### حمایت از بیانیه ۱۴ کنشگر زن ایران
در سال ۲۰۲۰ رؤیا حکاکیان پس از انتشار بیانیهٔ ۱۴ کنشگر زن در ایران که در آن خواستار استعفای علی خامنه‌ای و گذار از نظام جمهوری اسلامی شده بودند ازجمله ۱۴ فعال زنی بود که در خارج از ایران با انتشار نامه‌ای از این زنان حمایت کردند.

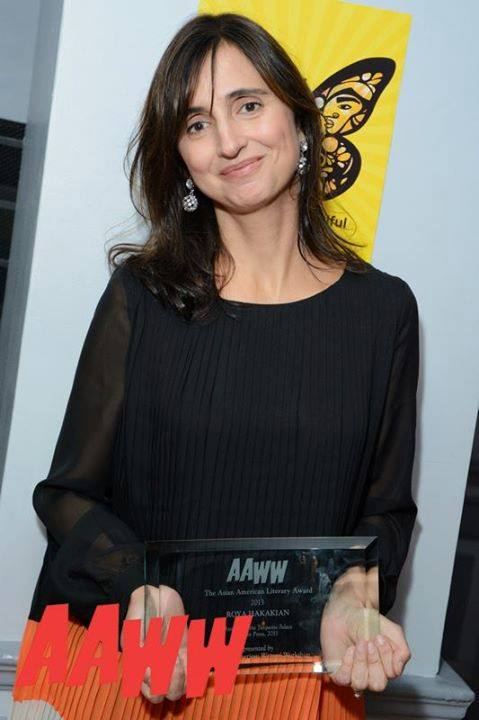
لوح جایزه گوگنهایم در دستان رؤیا حکاکیان

## کتاب‌ها
- به انگلیسی: Assassins of the Turquoise Palace (جانیان قصر فیروزه)[۱۲]
- به انگلیسی: Journey From the Land of No (سفر از سرزمین نه)
- مجموعه اشعار نامی سزاوار نیایش (A Name to Worship)
- به خاطر آب: منتخب اشعار سال‌های ۱۳۶۲ تا ۱۳۷۱ (For the Sake of Water)

حکاکیان در خصوص انگیزهٔ نگارش کتاب قاتلان قصر فیروزه می‌گوید: 
آقای پرویز دستمالچی که خودش یکی از بازماندگان این قتل است شبی در خانهٔ ما مهمان بود. بعد از اینکه شروع کرد در مورد این داستان صحبت کردن، من احساس کردم که پرویز خودش قصه گوی و راوی خیلی خوبی است. اما به خلاف آنچه که دیگران تصور می‌کردند و حتی خود من در همان بار اول که این قصه را از دهان پرویز شنیدم همیشه فکر می‌کردیم مهم‌ترین قسمت واقعه میکونوس همان شب قتل است و پس از آن هم حکمی که پنج سال بعد در سال ۱۹۹۷ از سوی دادگاه صادر شد. اما چیزی که در جریان صحبت من با پرویز دستمالچی خیلی جالب آمد پروسه‌ای بود که در جریان آن این تحقیق پلیس و دادستان و این مسیر عدالت‌خواهی پیش رفته بود. من بعدها احساس کردم که این همان داستانی است که تقریباً هیچ‌کس جزئیاتش را نمی‌داند. این شد که فکر کردم داستان جذاب و مهمی است و از روی کنجکاوی شروع به مصاحبه گرفتن با بازماندگان این واقعه با دادستان و با دست‌اندرکاران مختلف این ماجرا کردم.